# 张衡一号
张衡一号，是中华人民共和国的一颗人造地球卫星，亦是中国首颗电磁监测试验卫星（英語：China Seismo-Electromagnetic Satellite，缩写为）。该卫星质量为730千克，设计寿命为五年。电磁监测试验卫星项目由中国航天科技集团五院航天东方红卫星有限公司抓总研制。张衡一号卫星于2018年2月2日15时51分在酒泉卫星发射中心由长征二号丁运载火箭发射升空，并在太阳同步轨道上运行。
张衡一号电磁监测试验卫星是中国地球物理场探测卫星计划的首发星，是中国天空地一体化地震立体监测体系下的首个空间观测平台。该卫星将在高度约500公里的太阳同步轨道上，对全球震级7级以上和中国6级以上地震的电磁信息进行分析，以此为地震机理研究、空间环境监测和地球系统科学研究提供天基平台和新技术手段。意大利航天局和意大利国家核物理研究所通过“利玛窦”计划参与了张衡一号项目，星上载荷也有奥地利机构参与研制。

## 研制背景
近一个世纪以来，尽管人类利用现代科学技术对地震活动进行了大量观测和研究，但是由于受到地球内部的“不可入性”、大地震的“非频发性”和地震物理过程的复杂性的制约，地震预测被认为是世界性的难题。历史上科学家曾尝试利用各种手段预测地震，但大都无疾而终。中国科学院院士、地球物理学家陈运泰曾表示，地震不可预报这样的论断要慎言。他认为，自然科学问题必有解决的办法，需要寻找探索新的思路。张衡一号项目专家委员会主任、中国地震局地壳应力研究所总工程师申旭辉在接受媒体采访时表示，“张衡一号”的发射就是一次新的探索和尝试。他指出，“其实现阶段地震预报主要是面临三个难题，第一，地震事例比较少，一个科学家在一生碰到的就更少了。仅有的几次震例很难帮助科学家完成数据统计和积累。第二，地震科学研究方法手段受到很多制约。以前我们一直想研究地壳，但我们又没法到地下查看。第三，地震科学理论起源于牛顿物理学，需要吸收新的交叉学科理论，目前做得还不够。”
地震发生前，地球岩石的摩擦破裂会产生电磁波，并传播至大气层。与此同时，地壳运动会切割磁力线，造成磁力线扭曲。学术界观点认为，通过电磁监测的方法发现地壳异动，从而获得地震即将发生的信息是一个“很有希望的尝试”。1960年代，苏联科学家分析一颗卫星电磁信号时，发现卫星记录到地震低频电磁辐射前兆现象，并将之称为“地震电离层效应” 。1976年唐山大地震时，科研人员也曾通过地面雷达系统发现了相应的电离层扰动现象。
项目专家委主任申旭辉表示，从最初有这个想法，到统一认识，到研讨论证，到技术储备，再到项目落实，这个等待和准备的时间至少有15年。早在1996至2000年的“九五”计划期间，中华人民共和国就开始了卫星预报地震的研究和应用，并取得一定成果，但总体进程仍显缓慢。2008年，中国科学界就已电磁监测试验卫星项目有过深入的讨论。专家意见认为，中国可以在国际合作的基础上完成卫星地震电磁监测计划。2009年，电磁监测试验卫星的论证工作得以开始。2009年和2013年，中国地震局与意大利国家核物理研究院、中国国家航天局与意大利空间局分别签署了电磁监测试验卫星的合作意向与协议。
2013年，在主要关键技术完成攻关后，中国电磁监测试验卫星工程项目被中华人民共和国财政部、国家国防科技工业局正式批准立项。项目研发耗时达五年，中国地震局、中国航天科技集团公司、中华人民共和国教育部、中国科学院、中国电子科技集团所属的几十家单位参加了卫星的攻关研制。2014年11月，由中国国家航天局、中国地震局和意大利航天局共同主办的中国电磁监测试验卫星工程第一届国际学术研讨会在北京召开。同月，三方又联合成立了中国电磁监测卫星计划国际科学家委员会，旨在推广电磁卫星应用。此后又于2016年8月在北京召开了电磁卫星工程二届会议。有媒体指出，中国在电磁监测试验卫星项目上进行了不懈的努力。
作为电磁监测试验卫星01星，张衡一号卫星于2016年完成了初样研制，并转入正样研制阶段。2018年2月2日，张衡一号发射升空并交付使用，卫星设计寿命为5年，其中计划在轨测试期6个月。5月12日，中国地震局在汶川地震十周年国际研讨会中表示，“张衡一号”各科学仪器工作情况良好，星上定标数据与地面实验室定标数据完全一致，入轨以来已经完成的各项测试功能指标总体满足工程设计要求。同日，中国地震局地壳应力研究所与国际大地测量学与地球物理学联合会地震与火山电磁学跨协会工作组签署数据合作协议，宣布与之分享所获取的地震与火山监测数据。
国家国防科技工业局表示，“张衡一号”及其后续卫星计划已经纳入国家民用空间基础设施中长期发展规划，后续国防科工局将会同中国地震局开展电磁监测试验卫星的在轨测试及相关应用，提升民用卫星对地震监测与应急服务能力，进一步提升天基信息防震减灾服务能力。同时，电磁监测试验卫星02星“张衡二号”业已通过可研评估，预计2020年发射。

## 科研任务
“张衡一号”卫星在轨运行五年期间将达成三项科学目标。一是对全球电磁场和电离层的监测，尤其是对中国及其周边地区的动态准实时监测；二是对中国震级6级以上、全球震级7级以上地震进行电磁信息分析，进而了解电离层对地震的响应特征，以期推动地震研究；三是对地球电离层，以及电离层与其他圈层的相互作用进行研究，并为相关领域提供电磁环境数据服务。
中国地震局表示，作为中国地震立体观测体系的第一个天基平台，张衡一号将成为全球电磁场和电离层监测的重要平台。实现每5天对地球上同一地点的重访，卫星观测区亦可覆盖南北纬65°内的区域。该卫星的重点观测区域主要是中国陆地全境和陆地周边约1000千米区域以及全球两个主要地震带。
该卫星所携带的科学仪器能够获取全球地磁场和电离层环境及其变化的信息，支撑构建全球性的地磁场和电离层模型，并有利于科学家进一步了解孕震规律。此外，该星还能填补地面电磁场和电离层监测台网在青藏高原和中国近海海域的观测盲区，为基础科学研究提供数据支持。国家国防科技工业局系统工程司副司长赵坚介绍称，“张衡一号投入使用后还将带动其他空间信息技术在防震减灾领域的应用，加快地震立体观测体系建设，提高地震监测能力”。
2018年5月12日，中国地震局宣布“张衡一号”电磁监测试验卫星在轨测试期间完成了全轨道观测周期的电磁场和电离层数据采集任务，这使得中国首次获得地球南北纬65°范围内高精度的地球地磁场和电离层模型。该局表示，截至5月12日0时，“张衡一号”卫星已获安排了2个阶段的全载荷观测任务，并配合在轨测试任务，累计取得0级、1级和2级数据文件38万个，数据量8.22TB。
该卫星交付使用后，星上搭载的感应式磁力仪在轨工作期间已监测到了来自地面（澳大利亚）、（法国）、（英国）和（美国）等多个高功率长波台站发射的甚低频电磁波信号，且对全球功率谱分布进行了分析。与此同时，卫星内的高精度磁强计载荷亦绘制的全球地磁场总场及南北向、东西向、垂直向三分量分布，并同步比对了国际地磁参考场以及同时期SWARM星座的全球数据分布。分析人员认为，三者的磁场变化趋势及主要特征完全一致。

## 有效载荷

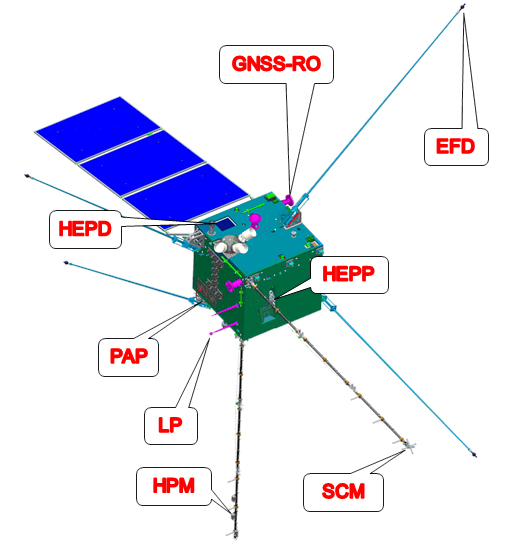
张衡一号卫星有效载荷示意图。其中，三频信标机因位于卫星背面而未能显示。

总重量约730千克的电磁监测试验卫星将运行于太阳同步轨道。卫星轨道倾角为97°，属圆极地轨道。轨道降交点地方时为下午14时，重访周期为5天。整星设计寿命为5年，呈立方体构型，装载高精度磁强计、感应式磁力仪、电场探测仪、高能粒子探测仪等共3类8种科学探测有效载荷。报道指，该星主要任务是实现在低地球轨道对空间电磁场、电离层等离子体、高能粒子的监测。
在电磁场探测方面，该卫星所携带的高精度磁强计系由中国科学院国家空间科学中心与奥地利科学院空间研究所、格拉茨技术大学实验物理研究所合作研制，中方负责探测装置、数据处理和电源，奥方提供绝对磁场校准装置，后者也是卫星上唯一的奥地利酬载。高精度磁强计用于探测DC-15Hz矢量磁场，用于开展电离层轨道对地磁场探测工作，获取空间磁场测量数据。而其搭载的感应式磁力仪则是由北京航空航天大学空间与环境学院研制，该仪器可探测空间电磁波动，搜寻可能的地震前兆电磁信号，以此积累观测数据。卫星装配的电场探测仪由中国空间技术研究院（航天五院）510研究所研制。仪器通过伸杆向卫星本体外伸出4个传感器，运用多组不共面方向的电场便能换算出空间三维电场，能用于探测卫星轨道环境空间电场。报道指，该电场探测仪是国际上运行在太阳同步轨道功能配置最全的空间电场探测仪器。
在电离层等离子体探测方面，该星安装了等离子体分析仪，该分析仪主要探测等离子体的密度、温度、离子漂移速度、离子成分以及离子密度涨落等参数。同时，安放在卫星上的朗缪尔探针，能够探测等离子体中电子密度、电子温度参数。据研发前述两台设备的中国科学院国家空间科学中心表示，这两台设备配合工作，有助于科学家精确监测地球电离层的等离子体，两设备不仅能探测磁暴等空间极端现象对电离层等离子体的影响，亦能精确捕捉地壳活动引起的电离层等离子体扰动。张衡一号卫星另外还配置了GNSS掩星接收机和三频信标机。
在高能粒子探测方面，电磁监测试验卫星配备了两台高能粒子探测器，分别由中国和意大利提供。这两台探测器能够互为补充，以联合完成空间高能粒子的探测。
此外，为了保障电磁监测设备的正常运行，卫星制造商还不得不对CAST2000卫星平台的各个单机、系统都进行了无磁化的更改，减少了磁性材料的用量。该星去除了原平台上装有的红外地球敏感器，调整了卫星飞行控制程序。受制于无磁化要求，该卫星的太阳能帆板亦不能转动。与此同时，该卫星还运用了多伸杆机构，使星上探测载荷之间的距离由不到2米大幅延展到超过10米。在进行诸项改造后，“张衡一号”卫星本体磁性对磁场测量影响不确定性被控制在0.5纳特以内，整星磁洁净度达到了0.33纳特斯拉。科学家表示，这相当于地球表面磁场强度的十万分之一。
中国航天科技集团五院航天东方红卫星有限公司抓总负责电磁监测试验卫星工程。卫星发射和测控任务由中国卫星发射测控系统部负责，卫星应用系统由中国地震局建设和运行，上海航天技术研究院則负责制造搭载卫星的运载火箭。

## 卫星命名
张衡是中国东汉时期的天文学家、地理学家、数学家、发明家、文学家及地震学家。他于公元132年发明和制造了世界上第一部验震器“候风地动仪”。有媒体报道指，该系列卫星之所以以此命名，“主要是为纪念中国古代科技代表人物张衡在地震观测方面的杰出贡献，传承张衡为代表的中国古代科学家群体崇尚科学、追求真理的精神内质”。

## 相关搭载
长征二号丁运载火箭本次“一箭七星”除发射了张衡一号电磁监测试验卫星外，还搭载了少年星一号教育共享卫星、风马牛一号私人卫星等6颗微小卫星。
- 少年星一号教育共享卫星重量为3千克，是中国第一颗教育共享卫星[28]。该星由中国宋庆龄基金会、中国科学技术协会和中国教育学会联合发起，共吸引10多万名中小学生参与卫星功能的设计[28]。卫星投入使用后，设有测控分站的合作学校，将可为中小学生提供测控真实卫星的体验，并可利用该星数据开展航天科普教育[28]。
- 风马牛一号私人卫星重量为4千克，是中国第一颗私人卫星[27]。该星配备了4K高清全景摄像头和无线电接收设备，可以拍摄360度太空高清照片并收听来自太空的声音。该卫星由中国商人冯仑投资运营，单星运维总投入约人民币500万元[27]。
- GomX-4A和GomX-4B卫星分别由丹麦国防部和欧洲空间局提供，两星将保持4500千米的相对距离，并同时测试卫星间的通信链路。这两颗卫星基于CubeSat平台架构设计，属10×10厘米标准单位的纳米卫星[29]。
- NuSat-4“Ada”和NuSat-5“Maryam”两颗卫星重量皆为37千克，是由阿根廷Satellogic SA公司开发和运营的Aleph-1系列卫星的一部分[30]。该任务的主要目标是向公众提供地球红外光和可见光观测图像[30]。